# باله راهبه‌ها

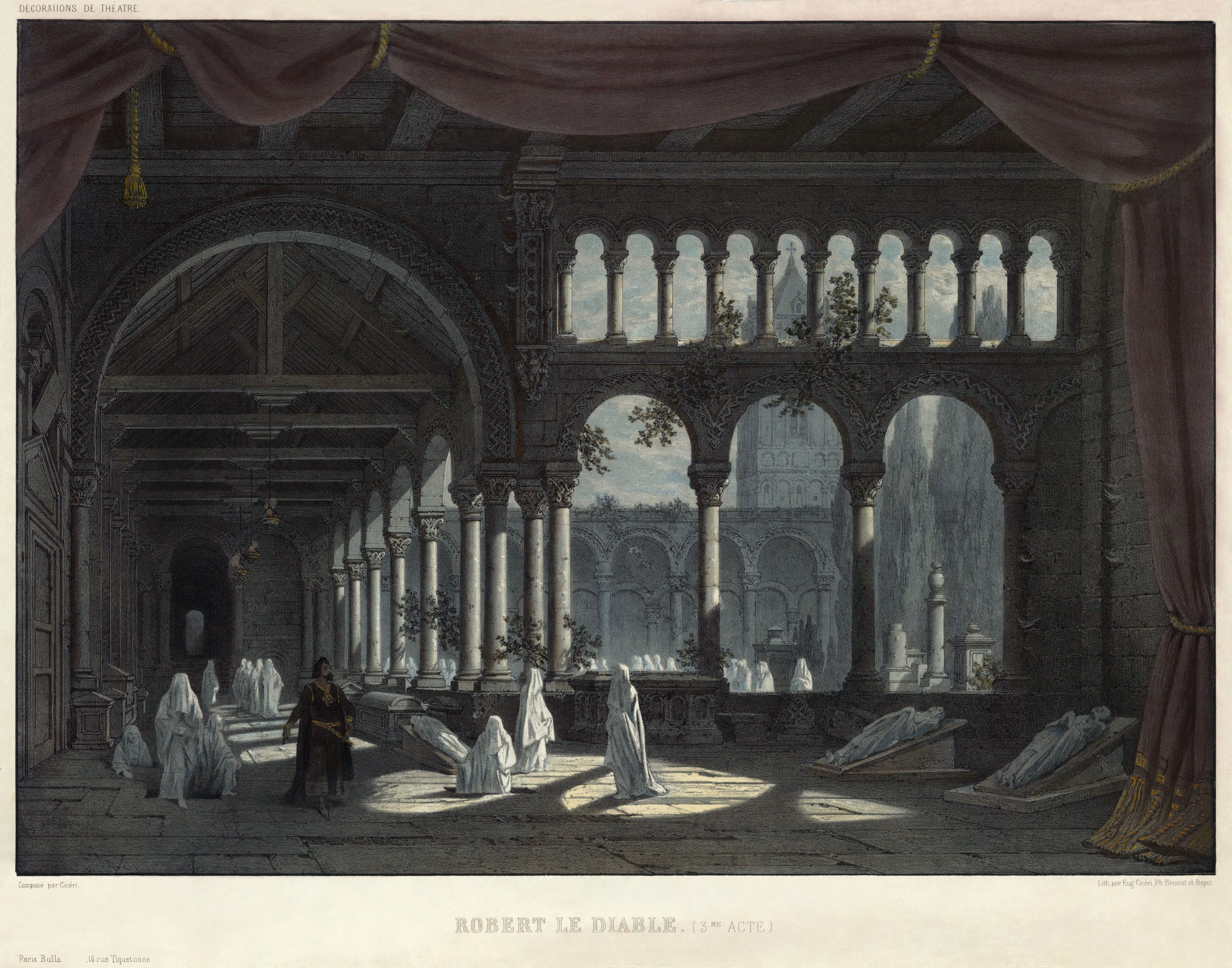
نگاره‌ای از طراحی صحنه پردهٔ ۳ اُپِرای باله راهبه‌ها اثر مشترک جاکومو مایربر و یلیپو تاگلیونی. طراح صحنه:‌ پیر-لوک-شارل سیسری (en)

بالهٔ راهبه‌ها (به انگلیسی: Ballet of the Nuns) اولین باله سپید و اولین باله رومانتیک است. باله راهبه‌ها در واقع یک قسمت از ۳ بخش اپرای بزرگ جاکومو میربیر، به نام رابرت لو دیابل، است. اولین بار این رقص در ۲۲ نوامبر ۱۸۳۱ میلادی در اپرای پاریس اجرا شد. طراح رقص (حال نامشخص است) یحتمل فیلیپو تاگلیونی یا ژان کوراللی بوده‌اند.
این بالهٔ کوتاه داستان راهبه‌های درگذشته‌ای را روایت می‌کند که از مقبره‌های ویران‌شان در صومعه برمی‌خیزند. هدف آن‌ها اغوای شوالیه، رابرت لو دیابل، به پذیرش طلسمی است که در آن شاهزاده خانم را به دست خواهد آورد. در پایان باله، راهبه‌های سفیدپوش به مقبره خود برمی‌گردند.